# Гламур (альбом)
Гламур — одинадцятий офіційний студійний альбом гурту Скрябін, випущений у 2006 році лейблом Moon Records.

## Підґрунтя
Тема гламуру навіяна досвідом роботи Кузьменка в телепроєктах, де активно експлуатувався цей термін, а ідея для однойменної пісні виникла під час конфлікту з модельєром Андре Таном, який, як і куратори шоу Шанс, критикував його зовнішній вигляд. Робота була присвячена дочці Андрія — Барбарі «Пантер» Кузьменко.
|                                                           | Але тільки-но виходить [Барбара] на вулицю, на неї починають впливати журнали, те, що показує тєлік. Вважаю порнографією всі кліпи бойзбендів чи жіночих колективів. Голі тьотки вже просто задовбали. Я собі не зичу, щоб українська молодь розвивалася в такому плані. Й цей альбом, так би мовити, — мій такий маленький особистий протест проти всього, що відбувається тепер на екранах. |
| — Андрій «Кузьма» Кузьменко, інтервью «Львівській газеті» | |

Презентація платівки відбулась 18 вересня 2006 року в київському ресторані «Опалкова Хата».

## Список композицій
Автор музики і слів Андрій «Кузьма» Кузьменко. 
| #     | Назва                        | Тривалість |
| ----- | ---------------------------- | ---------- |
| 1.    | «Інтро»                      | 1:02       |
| 2.    | «Кольорова»                  | 2:55       |
| 3.    | «Падай»                      | 4:35       |
| 4.    | «Гламур»                     | 3:28       |
| 5.    | «Шампанські очі»             | 3:43       |
| 6.    | «Ще одна пісня про любов»    | 4:07       |
| 7.    | «Нам казали»                 | 2:22       |
| 8.    | «Італодіско (шкільна любов)» | 3:40       |
| 9.    | «Півроку зима»               | 4:05       |
| 10.   | «Зірка кіно»                 | 5:05       |
| 11.   | «З Новим роком і Рождеством» | 3:55       |
| 38:57 |                              |            |

| Бонус-треки CD-версії | Бонус-треки CD-версії         | Бонус-треки CD-версії |
| #                     | Назва                         | Тривалість            |
| --------------------- | ----------------------------- | --------------------- |
| 12.                   | «Падай (Радіо версія)»        | 3:36                  |
| 13.                   | «Падай (Танцювальний Ремікс)» | 3:20                  |
| 45:53                 |                               |                       |

| Бонус-відео CD-версії | Бонус-відео CD-версії | Бонус-відео CD-версії |
| #                     | Назва                 | Тривалість            |
| --------------------- | --------------------- | --------------------- |
| 1.                    | «Падай»               | 3:43                  |
| 2.                    | «Кольорова»           | 2:53                  |
| 6:36                  |                       |                       |

## Учасники запису
Скрябін
- Андрій «Кузьма» Кузьменко — спів
- Льоша «Релакс» Зволінський — гітара
- Костя «Тончайший» Глітин — бас-гітара, контрабас
- Костік «Вождь» Сухоносов — клавішні
- Олена «Разум» Разумна — бандура, бек-вокал
- Вадік «Араміс» Колісниченко[8] — ударні